# 巴热螈属
巴热螈属（学名：Bageherpeton）是一种灭绝的离片椎类两栖动物，发现于上二叠纪巴西南里奥格兰德州，拉斯托河组（英文Rio do Rasto Formation）。学名来自于南里奥格兰德州的巴热镇，基于一块颚描述